# Бибиков, Алексей Юрьевич
Алексей Юрьевич Бибиков (годы жизни не установлены) — генерал-рекетмейстер, иркутский вице-губернатор (1736—1739).

## Биография
В 1700 году Бибиков поступил в гвардейский Преображенский полк солдатом, затем получил чин прапорщика. Участвовал в Северной войне, отличился в сражениях при Нарве и под Полтавой в 1715 году уже в чине капитан-поручика. В 1719 году переведен в Нарвский гарнизонный полк командиром.
В царствование Екатерины I был удалён сначала на должность новгородского вице-губернатора, затем получил должность казначея военной коллегии.
С воцарением Анны Иоанновны Бибиков был назначен генерал-рекетмейстером. 
В 1736 году Бибиков был определён иркутским вице-губернатором. В 1738 году по доносу сосланного в Иркутск Ракитова был обвинён в злоупотреблениях и взяточничестве. В 1739 году был отрешён от должности и находился под следствием. В 1741 году оправдан, а доносчик за ложный навет был наказан кнутом.
Дальнейшая судьба Алексея Юрьевича Бибикова неизвестна.

## Источник
- Бибиков, Алексей Юрьевич. — Иркутск. Историко-краеведческий словарь. — Иркутск: Сибирская книга, 2011. — 596 с.